# Public Domain Day

Logo für den Public Domain Day 2025

Public Domain Day (deutsch Tag der Gemeinfreiheit) ist ein internationaler Aktionstag zum Erlöschen des Urheberrechts von Werken und ihrem Übergang in die Public Domain (deutsch in etwa Gemeinfreiheit). Dieser Übergang von durch  Urheberrechte geschützten Werken in die Gemeinfreiheit erfolgt normalerweise in jedem Jahr am 1. Januar, in Abhängigkeit von der Länge der Regelschutzfrist jedes Landes.

## Geschichte
Die Feierlichkeiten zum Public Domain Day waren ursprünglich informell; die früheste bekannte Erwähnung erfolgte 2004 durch den kanadischen Public-Domain-Aktivisten Wallace McLean, dem sich der US-amerikanische Urheberrechtler Lawrence Lessig als Unterstützer anschloss. Seit dem 1. Januar 2010 führt eine Public-Domain-Day-Website die Autoren an, deren Werke in die Gemeinfreiheit übergehen. Es gibt rund um diesen Tag in mehreren Ländern Aktionen verschiedener Organisationen unter dem Banner des Public Domain Day.

### Feiern

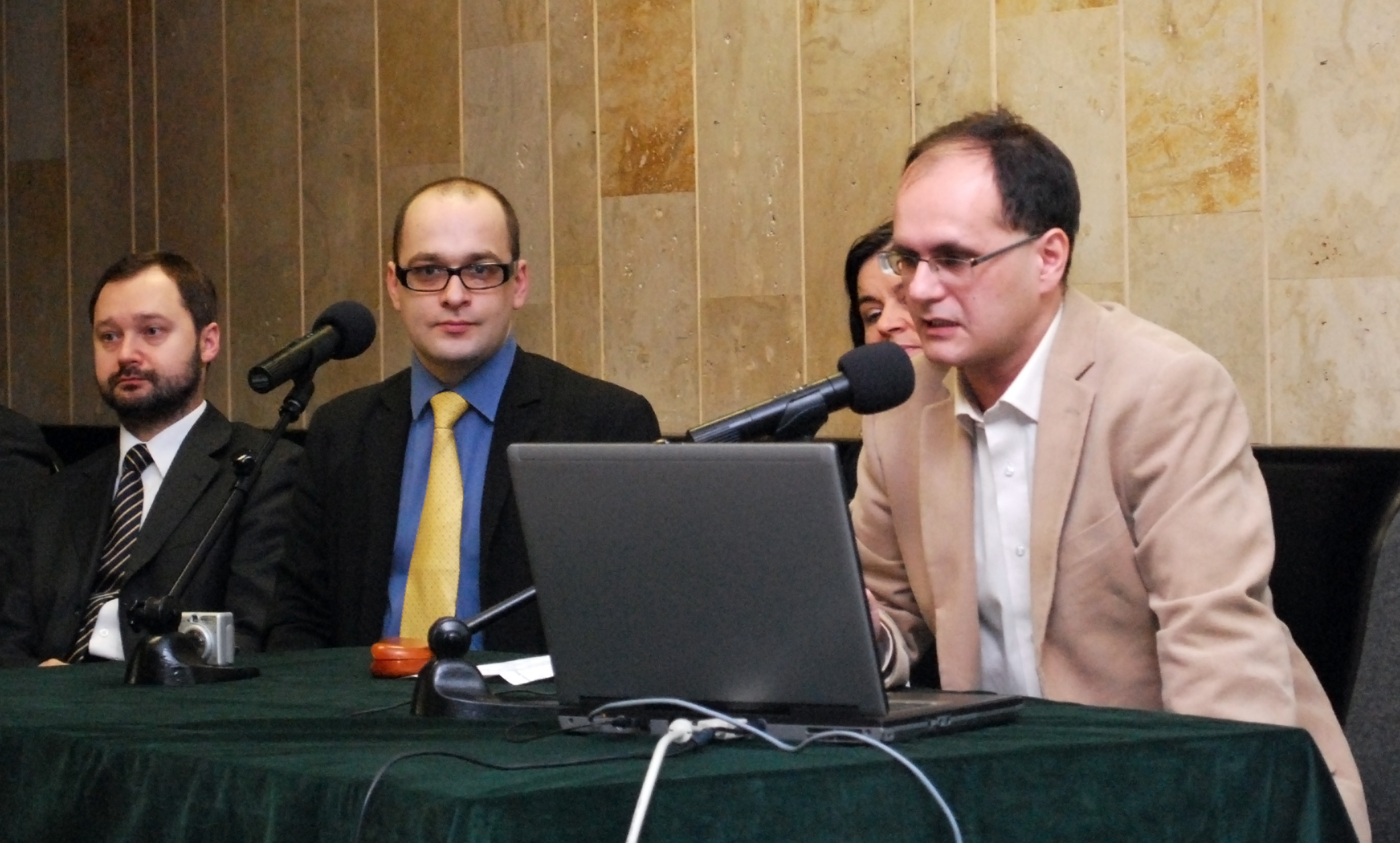
Public-Domain-Day-Feier in Polen (2008)

Es ist nicht klar, wann der Public Domain Day zum ersten Mal Beachtung fand. Er wurde 2004 von Lawrence Lessig erwähnt, aber er wird auch vom Project Gutenberg erwähnt und von Creative Commons gefördert. Public-Domain-Day-Feiern wurden zu verschiedenen Zeiten in Polen, Deutschland, der Schweiz, Italien und Israel abgehalten.
Im Januar 2011 startete die Open Knowledge Foundation zur Feier des Public Domain Day die The Public Domain Review, eine webbasierte Übersicht von Werken, die in die Gemeinfreiheit übergegangen sind.
Im Januar 2012 wurde in Warschau eine Feier angekündigt und das erste Mal in Krakau abgehalten, wo Jahr für Jahr an diesem Tag verschiedene Aktivitäten von Nichtregierungsorganisationen (wie der Koalicja Otwartej Edukacji und der Open Society Foundations) und anderen Unterstützern organisiert wurden.
Andere Feiern weltweit:
- Schweiz: Public Domain Jam, Zürich
- Israel: PD Day Celebration in der Universität Haifa, Haifa
- Mazedonien: Feiern und öffentlichkeitswirksame Veranstaltungen für Public Domain
- Italien:
  - La giornata del Pubblico Dominio, Turin
  - Festeggiamo il Giorno del Pubblico Dominio, Rom
  - Celebriamo il Giorno del Pubblico Dominio e la Cultura Libera, Grosseto
- Frankreich: Journée du domaine public, Paris

## Hintergrund: Public Domain
Die Regelschutzfrist für das Urheberrecht wird im Allgemeinen als die Lebenszeit des Autors plus eine bestimmte Anzahl von Jahren nach dessen Tod festgelegt (pma, lateinisch post mortem auctoris). In der  
Europäischen Union, der Schweiz und vielen anderen Jurisdiktionen beträgt diese Frist 70 Jahre. Nach diesem Zeitraum werden die Werke des Autors vollständig verfügbar, so dass jedermann – ohne die Notwendigkeit einer vorhergehenden Autorisierung – auf sie zugreifen und sie für jeglichen Zweck verwenden kann. Rechtlich passiert das am Neujahrstag (1. Januar). Das bedeutet zum Beispiel, dass in diesen Ländern Werke von Autoren der ganzen Welt, die 1936 starben, am 1. Januar 2007 in die Gemeinfreiheit übergingen.
Da Gemeinfreiheitsrechte je nach Jurisdiktion variieren, gilt der Übergang eines Werkes in die Gemeinfreiheit nicht weltweit. Die bemerkenswerteste Ausnahme sind die Vereinigten Staaten, wo von 1978 bis 2019 keine veröffentlichten Werke automatisch in die Gemeinfreiheit übergingen. Australiens Urheberrecht ist sogar noch restriktiver; dort ist bis 2026 kein Public Domain Day möglich. Ein Großteil Europas wird Zeuge des Übergangs verschiedenster Werke in die Gemeinfreiheit, wie auch Kanada und Neuseeland. Viele weitere Werke würden in die Gemeinfreiheit übergehen, wenn nicht die Regelschutzfrist in den letzten Jahrzehnten mehrfach verlängert worden wäre.
Der Public Domain Day würdigte 2010 die Übergang in die Gemeinfreiheit in vielen Ländern für die Werke solcher Autoren wie Sigmund Freud, William Butler Yeats, Ford Madox Ford und Arthur Rackham. 2011 wurde unter anderem die Gemeinfreiheit der Werke von Isaak Babel, Walter Benjamin, John Buchan, Michail Bulgakow, F. Scott Fitzgerald, Emma Goldman, Paul Klee, Selma Lagerlöf, Leo Trotzki, Vito Volterra und Nathanael West gefeiert.